# Fontaine-le-Pin
Fontaine-le-Pin – miejscowość i gmina we Francji, w regionie Normandia, w departamencie Calvados.
Według danych na rok 2010 gminę zamieszkiwały 362 osoby, a gęstość zaludnienia wynosiła 42 osoby/km².